# Krauchthal
Krauchthal är en ort och kommun i distriktet Emmental i kantonen Bern, Schweiz. Kommunen har 2 380 invånare (2023).
På en höjd ovanför byn Krauchtal ligger slottet och fängelset Thorberg.